# 1984 en bande dessinée
| Années de la bande dessinée : 1981 - 1982 - 1983 - 1984 - 1985 - 1986 - 1987    |
| Décennies de la bande dessinée : 1950 - 1960 - 1970 - 1980 - 1990 - 2000 - 2010 |

Cet article présente les faits marquants de l'année 1984 en bande dessinée.

## Évènements
- janvier : Fondation de l'Association des critiques et des journalistes de bande dessinée afin de promouvoir l’information sur la bande dessinée dans les médias.
- 27 au 29 janvier : 11e Festival international de la bande dessinée d'Angoulême : Festival d'Angoulême 1984. Parution du premier numéro de la nouvelle formule des Cahiers de la bande dessinée.
- juin : Aux États-Unis, sortie de Gobbledygook #1 (première apparition des Tortues Ninja), chez Mirage Comics
- août : Sortie de Grimjack #1 (série de "science-fantasy" par John Ostrander et Tim Truman), chez First Publishing
- 20 novembre 1984 : sortie de la série de mangas Dragon Ball, créée par Akira Toriyama, celui-ci s'inspirant librement du roman de Wu Cheng'en La Pérégrination vers l'Ouest. Elle est publiée pour la première fois dans le magazine Weekly Shōnen Jump de 1984 à 1995 et éditée en album de 1985 à 1995 par Shūeisha. Glénat publie l'édition française depuis février 1993.

- 3 décembre : première pré-publication du manga Dragon Ball par Akira Toriyama dans le magazine japonais Weekly Shōnen Jump (no 51).
- 1re édition du Festival international de la BD de Sierre en Suisse.
- Jean-Marc Lelong créé une vieille dame acariâtre, aigrie, méchante et mesquine : Carmen Cru.

## Nouveaux albums
Voir aussi : Albums de bande dessinée sortis en 1984

### Franco-belge
| Sortie    | Titre                                                                          | Scénariste            | Dessinateur           | Coloriste                 | Éditeur       |
| --------- | ------------------------------------------------------------------------------ | --------------------- | --------------------- | ------------------------- | ------------- |
| janvier   | Le Pays des elfes, t. 1 : Les Rescapés du feu                                  | Wendy et Richard Pini | Wendy et Richard Pini |                           | Vents d'Ouest |
| janvier   | Pacush Blues, t. 3 : Troisième zone : L'Importance majeure des accords mineurs | Ptiluc                |                       |                           | Vents d'Ouest |
| janvier   | Le Pays des elfes, t. 2 : Attaques au pays sans larmes                         | Wendy et Richard Pini | Wendy et Richard Pini |                           | Vents d'Ouest |
| janvier   | Kelly Green, t. 3 : Cent millions, mort comprise                               | Stan Drake            | Leonard Starr         |                           | Dargaud       |
| septembre | Rimbo, t. 1 : La Trajectoire du loup                                           | Jacques Andrepio      | Patrick Clément       | Catherine de Montalembert | Albin Michel  |
| septembre | Kelly Green, t. 4 : Do, Ré, Mi, Sang                                           | Stan Drake            | Leonard Starr         |                           | Dargaud       |
| décembre  | L'Anneau du Nibelung (bande dessinée), t. 4 : Le Crépuscule des dieux          | Numa Sadoul           | France Renoncé        |                           | Dargaud       |
| ?         | à compléter                                                                    |                       |                       |                           |               |
| ?         | …                                                                              |                       |                       |                           |               |

### Monde anglophone
| Sortie | Titre       | Scénariste | Dessinateur | Coloriste | Éditeur |
| ------ | ----------- | ---------- | ----------- | --------- | ------- |
| ?      | à compléter |            |             |           |         |
| ?      | …           |            |             |           |         |

### Asie
| Sortie | Titre       | Scénariste | Dessinateur | Coloriste | Éditeur |
| ------ | ----------- | ---------- | ----------- | --------- | ------- |
| ?      | à compléter |            |             |           |         |
| ?      | …           |            |             |           |         |

## Naissances
- Mai : Robin Cousin, auteur de bande dessinée
- 17 octobre : Randall Munroe, auteur du webcomics xkcd
- 28 novembre : Jean-Paul Bordier, dessinateur
- Joseph Lambert, auteur de comics

## Décès
- 4 juin : Sol Brodsky, auteur de comics
- 10 août : Virgil Partch, auteur de comics
- 19 août : Don Newton, dessinateur de comics
- 21 août : Phil Seuling
- 28 août : Harry Lucey, auteur de comics
- 30 décembre : Al Avison
- Carl Burgos, auteur de comics et créateur du premier Human Torch